# Ladislao Romero Moghin
Ladislao Romero Moghin (1932-2010), conocido como Ladis, es un pintor impresionista reconocido principalmente por los azules intensos en sus obras sobre la Costa Brava así como por sus cuadros de paisajes nocturnos de Puerto de la Selva.

## Historia
Ladis aún joven decide abandonar Barcelona y se marcha a París donde pasa dos años intensos estudiando a los grandes maestros del Museo del Louvre.
Al regresar a España halla refugio en el pueblo de la Costa Brava de Puerto de la Selva. Allí permanecerá completamente aislado durante quince años pintando e investigando hasta dar con los fundamentos de su personalidad artística.
El contacto con las tierras del Ampurdán le llevó a tener relación con uno de los personajes más singulares del siglo XX: Salvador Dalí.
Después de esta etapa introspectiva y reflexiva; Ladis da a conocer lo que ha conseguido con su pintura. Empieza su carrera expositiva logrando grandes éxitos en galerías de arte y centros culturales.

## Premios
- 1945 Medalla de plata. Escuelas Pías de Sarriá. Barcelona.
- Finalista XXIII Premis d'Art Villa de Palamós. Gerona.
- Finalista Premios de Arte Valentí. Villanueva y Geltrú.
- 1994 "Premí d'Art Vila Palamós".
- 1994 "Amics del Vescomtat d'en Bas". Olot.

## Exposiciones relevantes
- 1993. Sala cultural. Visita de Honor de la Sra. Antònia Macià Vda. del ex. Presidente de Cataluña Josep Tarradellas. Puerto de la Selva. Gerona.
- 1993. Galería Fajol. Exposición presentada por Don Ramón Boixadós, Presidente de la Fundación Gala-Salvador Dalí. Figueras.
- 1994. Galería Tramontan. "Reconstruïm el Liceu". Presentada por el Hble. Concejal de Cultura Sr. Joan Guitart Agell y por el Sr. Joan Bassegoda Nonell, Presidente de Real Academia de Bellas Artes de Sant Jordi de Barcelona. Barcelona.
- 1997. Monasterio de Maulbronn. Exposición en el monasterio cisterciano de la UNESCO con la colaboración del Consulado de España en Stuttgart y el Landrat Sr. Werner Burckhart. Stuttgart. Alemania.
- 1997. Palacio Moja de la Generalidad de Cataluña presentado por el Sr. Miquel Roca i Junyent y con la colaboración de la Diputación Provincial de Gerona . Barcelona.
- 1999. Galería de Arte Zúccaro. Presentado por el Sr. Antonio Cobos Decano de la A.E.C.A, Asociación Española de Críticos de Arte. Madrid.
- 2003. Picasso-Ladis-Exposición. Presentado por el alcalde de la ciudad Heiner Bernhard. Weinheim. Alemania.
- 2005. Dalí-Ladis-Exposición. Baden Baden. Presentado por Sr. Dr. Kirchhofer. Alemania.
- 2007. Eurogress Aachen. Ladis-Exposición con el programa del Premio CarloMagno. Aquisgrán. Alemania.[2]
- 2012. Picasso-Dalí-Ladis. Kurhaus Wiesbaden. Wiesbaden. Alemania.[3]